# Kraków Piastów
Kraków Piastów – przystanek osobowy w Krakowie, w dzielnicy XV Mistrzejowice, przy skrzyżowaniu ulic Powstańców i Piasta Kołodzieja, w Mistrzejowicach.
Przetarg na budowę stacji otwarto w listopadzie 2022 roku. Budowa stacji rozpoczęła się w kwietniu 2024 roku, w miejscu gdzie łączy się linia kolejowa nr 8 z linią kolejową nr 95.
Przystanek został oddany do użytku 15 grudnia 2024.